# Colom guatlla porpra
El colom guatlla porpra (Geotrygon purpurata) és una espècie d'ocell de la família dels colúmbids (Columbidae) que habita la selva humida des del nord-oest de Colòmbia fins al nord-oest de l'Equador.